# Amata ochrospila
Amata ochrospila är en fjärilsart som beskrevs av Turner 1923. Amata ochrospila ingår i släktet Amata och familjen björnspinnare. Inga underarter finns listade i Catalogue of Life.